# L'Indésirable

L'Indésirable (Hider in the House titre original anglais) est un thriller psychologique américain sorti en 1989 et réalisé par Matthew Patrick, mettant en vedette Gary Busey et Mimi Rogers.

## Synopsis
Tom Sykes, un patient psychiatrique récemment libéré, trouve refuge dans le grenier de la nouvelle maison de la famille Dreyer. Utilisant la surveillance électronique, il espionne les Dreyer, allant jusqu'à éliminer le chien de la famille. Petit à petit, Tom se concentre sur la mère de famille, Julie, s'immisçant dans sa vie en l'espionnant et en sabotant sa relation avec son mari, Phil. Il manipule également le fils des Dreyers, Neal, et lui apprend des techniques de combat.
Alors que les tensions s'accumulent dans le couple, provoquant le départ de Phil, Tom profite de l'opportunité pour s'insérer davantage dans la vie de la famille. Malgré des débuts encourageants, des soupçons naissent, notamment de la part du voisin, Gene. Tom recourt alors, à la violence pour maintenir les apparences, assassinant ceux qui découvrent ses secrets. 
Julie finit par comprendre sa tromperie et le rejette, conduisant à une violente confrontation où Phil est grièvement blessé. Julie parvient à se défendre, tirant finalement sur Tom alors qu'il tente de les tuer, elle et son mari. La police, appelée en renfort par Gene, arrive à temps pour sauver Julie et abattre Tom qui a survécu à la balle tirée par Julie. 
Phil est transporté d'urgence à l'hôpital, tandis que le corps de Tom est transporté à la morgue, mettant fin à cette pénible épreuve.

## Fiche technique
- Titre français : L'Indésirable
- Titre original : Hider in the House
- Réalisation Matthew Patrick
- Scénario : Lem Dobbs
- Montage : Jeff Jur
- Musique : Christopher Young
- Production : Michael Taylor (en), Edward Teets, Steven Reuther
- Pays de production : États-Unis,
- Format : Couleurs - 35 mm - 1,85:1 - Mono
- Genre : Thriller Psychologique
- Durée : 104 minutes
- Date de sortie : 1er décembre 1989 (États-Unis)

## Distribution
- Gary Busey : Tom Sykes
- Jake Busey : Tom Sykes, adolescent
- Mimi Rogers : Julie Dreyer
- Michael McKean : Phil Dreyer
- Kurt Christopher Kinder : Neil Dreyer
- Candace Hutson : Holly Dreyer
- Elizabeth Ruscio : Rita
- Chuck Lafont : Docteur Gordon
- Bruce Glover : Gene Hufford
- Johnny Green : Bernard
- Leonard Termo (en) : George
- Peter Henry Schroeder : Docteur Spencer
- Michael Cutt : Charlie

## Production
Hider in the House fut le premier film de Matthew Patrick, qui a également retravaillé le scénario du film. L’une des principales modification au scénario initial était que Tom Sykes, le personnage principal et principal antagoniste du film, était à l’origine plus sympathique. Le scénario original montrait qu'il avait grandi dans un foyer violent et que ses actions étaient motivées par un désir désespéré d'avoir sa propre famille. Pour cette raison, il n’a pas conscience de sa propre force et s’il agit violemment, c’est par peur d’une menace perçue. 
À l'origine, le film se terminait par la rédemption de Sykes. Dans la fin originale, Sykes tentait d'incendier la maison avec la famille Dryer, prisonnier des flammes, recréant ce qu'il a fait à sa famille violente lorsqu'il était enfant. Cependant, lorsqu'il voit les visages terrifiés de la famille, il se rend compte qu'il est devenu aussi méchant que ses parents. Même s'il a été rejeté, il aime toujours cette famille. Il les pousse par la fenêtre pour les mettre en sécurité. Alors qu'il les regarde s'embrasser et s'étreindre, Tom se rend compte qu'il ne pourra jamais faire partie d'eux et laisse la maison brûler autour de lui, se suicidant. 
Bien que le studio ait validé cette fin, il fut demandé à Patrick de retravailler la fin, de façon à montrer un Sykes maléfique qui, tente d'assassiner la famille et est finalement abattu. C’est finalement ce qui a été filmé et intégré au film. Quelques années plus tard, Steven Reuther, l'un des producteurs du film, admit que la fin imaginée par Patrick, était la meilleure qui soit et que le studio aurait dû la conserver.
Un psychologue a été embauché comme conseiller pour s'assurer que la psychologie du personnage de Tom Sykes était aussi réaliste que possible. Après une rencontre avec le psychologue, Gary Busey était enthousiasmé, affirmant qu'il s'agissait d'un « film NAR ». Il a expliqué que NAR signifiait « Aucun acte requis ». Busey a dit : « Je suis le personnage!"

## Sortie et recettes
Le film était censé sortir en salles, aux États-Unis, en Décembre 1989, mais Vestron Pictures a fait faillite avant la sortie du film. En fin de compte, même si le film a obtenu au moins une sortie en salles en Europe, comme Vestron y avait déjà pré-vendu le film, il a été ignoré de toutes les autres salles et a été en grande partie directement diffusé en vidéo. Le film ne fut projeté que dans des festivals de cinéma.
Il fut toutefois projeté au Royaume-Uni, le 9 octobre 1989.
Les revenus générés n'ont jamais été publiés.

## Récompenses et avis critiques
Le film reçut un Saturn Award dans la catégorie « Scénario original », que le réalisateur Matthew Patrick n'a découvert que plusieurs années plus tard, après avoir fait partie de la Guilde des réalisateurs.
Le film a obtenu une note de 18/20, au Royaume-Uni et d'excellentes critiques et avis partout où il a été diffusé.